# Йорж звичайний
Йорж звичайний (Gymnocephalus cernua) — невелика риба з родини окуневих, типовий вид роду Йорж.

## Розповсюдження
Йорж звичайний є найбільш широко розповсюдженим з п'яти видів йоржів — його природний ареал включає північну та східну частину Франції, східну частину Англії, річки басейну Балтійського моря, центральну та східну Європу та північну Азію аж до басейну Колими. У другій половині ХХ сторіччя йорж з'явився в кількох водоймах Європи за межами свого природного ареалу: в озері Лох-Ломонд в Шотландії, в озерах Італії, озері М'йоса (Норвегія), в Камарзі (дельта Рони, середземноморське узбережжя Франції); цьому розповсюдженню, як вважають, сприяло будівництво каналів та широке використання йоржа як наживки у спортивному лові щуки.
На додаток, у середині вісімдесятих років ХХ сторіччя йорж був випадково інтродукований, імовірно з баластною водою суден, до річки Сент-Луїс (США), що впадає до озера Верхнє (система Великих Озер). Тут утворилась стала популяція, котра на початку 90-х років поширилася на дельтові ділянки кількох інших річок, що впадають в озеро Верхнє. Також йоржа знайшли і в озері Гурон.
В Україні йорж звичайний зустрічається по всій території, окрім Криму.

## Зовнішня будова
Спина риби сіро-зелена з чорними плямами та крапками, боки жовтуваті, черево світло-сіре або біле. Спинний та хвостовий плавці з чорними цятками. Загалом, забарвлення цієї риби залежить від навколишнього середовища: йорж світліший в річках та озерах з піщаним дном, і темніший у водоймах, де дно намулисте. Очі йоржа каламутно-рожеві, іноді навіть з синьою райдужкою. Звичайна довжина 8-12 см, маса 15-25 г. Іноді зустрічаються екземпляри довжиною більш ніж 20 см та масою 100 г, і навіть більше. Великі екземпляри йоржа відомі з басейну Обі, Обської губи, та деяких уральських озер.
Дослідники виділяють декілька морфотипів йоржа. Зокрема, на різних ділянках Дніпра існують популяції «худого» та «високотілого» йоржа. Стійкі розбіжності будови тіла спостерігаються також між прибережними та глибоководними популяціями йоржа у великих водоймах (наприклад, у дніпровських водосховищах). Для таких популяцій характерні розбіжності в числі променів та колючок в спинному плавці, числі лусок над та під бічною лінією, числі колючок на зябрових пластинах, хребців в хребті та у відносній величині голови, рильця, очей та плавців.
На додаток до різних морфотипів, в Євразії існує також і географічний градієнт анатомічної будови йоржів від менших значень на заході ареалу (Європа) до більших значень на сході (Сибір) в наступних анатомічних деталях: максимальна та мінімальна висота тіла, предорсальна та преанальна відстань, висота першого спинного плавця, довжина та висота анального плавця, та довжина черевних плавців.
Статевий диморфізм у йоржів не дуже помітний, але виявляється в кількох анатомічних характеристиках: висота тіла, довжина верхньої половини хвостового плавця, довжина грудних плавців та величина ока — все це більше у самців, аніж у самок.

## Генетика
Йорж звичайний має 2n=48 хромосом, і може гібридизуватись з окунем звичайним та йоржем дунайським. При гібридизації йоржа звичайного із окунем звичайним гібриди мають проміжні риси будови батьківських форм, але звичайно за зовнішнім виглядом ближчі до материнського виду, аніж до батьківського. Такі гібриди ростуть швидше за йоржа та окуня, та є більш пристосованими до несприятливих значень температури, забруднення води, краще переносять голодування. При цьому гібриди чоловічої статі є стерильними (не можуть давати нащадків), а гібриди жіночої статі можуть давати потомство з чоловічими особинами як йоржа, так і окуня. Гібриди йоржа звичайного та йоржа дунайського також мають забарвлення та характеристики скелету, що є проміжними відносно батьківських видів, але щодо їхнього розмноження достовірних відомостей наразі немає.

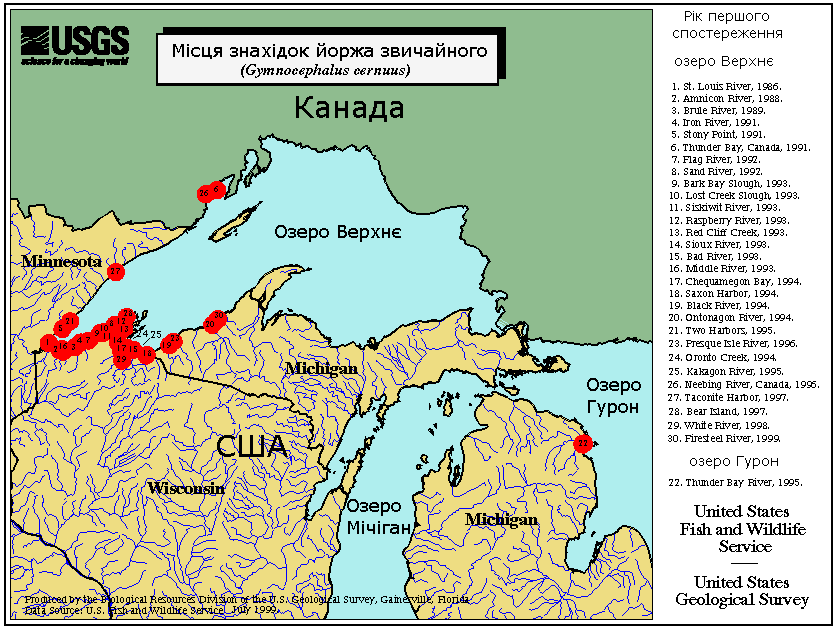
Розповсюдження йоржа звичайного в Північній Америці

## Спосіб життя
Йорж є дуже невибагливим, зазвичай зграйним видом, і добре почуває себе в широкому спектрі умов навколишнього середовища. Його можна знайти як в прісних, так і в солонуватоводних водоймах з показником солоності до 10-12 °/°°; в системах озерного та проточного типу; на глибинах від 0.25 до 85 метрів; на рівні моря та в гірських ареалах та від оліготрофних до евтрофних вод; критичні значення температури води для виживання йоржа — це 0-2°С та 34.5 °C . Але, незважаючи на такий широкий спектр прийнятних умов, загалом можуть бути виділені три основні риси місць помешкання цього виду. Ідеальними умовами для цієї риби є тихоплинні водойми з м'яким дном, не вкритим водяною рослинністю; звичайно щільність популяції йоржа зростає разом зі зростанням показника евтрофікації. М'якодонні ділянки є привабливішими для йоржа з огляду на те, що переважна більшість об'єктів його харчування водиться саме в таких місцях, а також тому, що такі ділянки зазвичай асоційовані з відносно глибокими та затіненими частинами водойм — так як всі види роду Йорж мають фізіологічні адаптації, що сприяють пристосуванню до життя в умовах малої кількості світла.
На відміну від решти представників родини Окуневих, щільність популяцій яких є максимальною при середніх показниках евтрофікації водойми (в мезевтрофних умовах), йорж досягає максимуму чисельності в евтрофних та гіперевтрофних умовах; чисельність йоржа зростає при надходженні мінеральних та органічних добрив антропогенного походження аж до таких їхніх значень, котрих майже ніякі інші види риб не витримують.
Для пояснення позитивної кореляції між рівнем евтрофікації водойми та чисельністю йоржа існують чотири основні гіпотези.
1. Живлення йоржа проходить більш ефективно в умовах слабкого освітлення, які притаманні ситуації спалаху чисельності водоростей, що провокований евтрофікацією водойми;
2. Кількість та різноманіття бентосних організмів, що є основною харчовою базою йоржа, можуть підвищуватись (особливо що стосується дрібних видів) у відповідь до підвищення надходження органічних речовин з седиментами, кількість яких зростає при евтрофікації;
3. Підвищення біопродуктивності водойми на початку процесу евтрофікації може зменшувати навантаження хижаків на популяцію йоржа за рахунок часткового переорієнтування їх на інші види, а при досягненні гіперевтрофних умов завдяки зменшенню популяції хижаків, спричиненому токсичним впливом евтрофікуючих речовин;
4. І, нарешті, йорж може фізіологічно бути пристосованим до гіперевтрофних умов краще за інші види.

## Розмноження

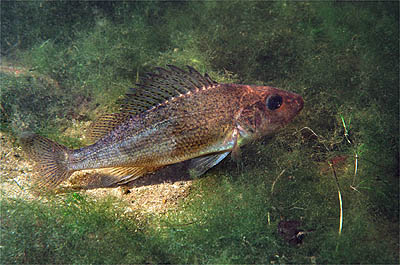
Йорж звичайний

Статевої зрілості йорж звичайно досягає у віці 2-3 роки, при розмірах тіла близько 11-12 сантиметрів; в деяких водоймах йоржі можуть починати розмножуватись і у віці одного року, що дослідники пояснюють впливом теплішої, в середньому, води або високим рівнем загибелі на ранніх стадіях життя в даній популяції.
Ікру цей вид відкладає на дуже широкий спектр субстратів на глибині 3 метри та менше, при цьому її не охороняючи. Нерест відбувається з середини квітня до червня, у досить широкому діапазоні температур — відомі випадки нересту як при 6 °C, так і при 18 °C. Інтервал значень рН, при яких ікра йоржа здатна нормально розвиватись, є одним з найбільшим серед риб, для яких досліджувався даний параметр, і лежить між значеннями 6.5 та 10.5.
Йорж може відкладати 2-3 кладки ікри під час одного акту нересту; кількість ікринок залежить від розмірів самиці та становить від 10 до 200 тисяч штук. Діаметр ікринок також корелює з розмірами самиці і знаходиться в інтервалі 0.34-1.3 мм, при цьому ікринки першої кладки завжди більші та жовтіші порівняно із другою та третьою. Розвиток ікри триває 5-12 діб при температурі від 10 до 15 °C.
У декількох популяціях у йоржа реєструвались випадки гермафродитизму. Наприклад, у Фінській затоці Балтійського моря в гонадах (статевих залозах) приблизно 25 % всіх обстежених звичайних йоржів містились як сперматозоїди, так і яйцеклітини; при цьому 85 % цих риб мали гонади «чоловічого» типу. Близько половини цих гермафродитів функціонували як нормальні самці, для іншої половини, що функціонували як самки, плодючість варіювала від нормальних значень до повної стерильності, і лише 2 % гермафродитних риб могли функціонувати поперемінно і як самці, і як самки. Наявність великої кількості таких «інтерсексуальних» риб, тим не менше, не змінювала значення продуктивності даної обстеженої популяції порівняно з іншими.

## Життєвий цикл

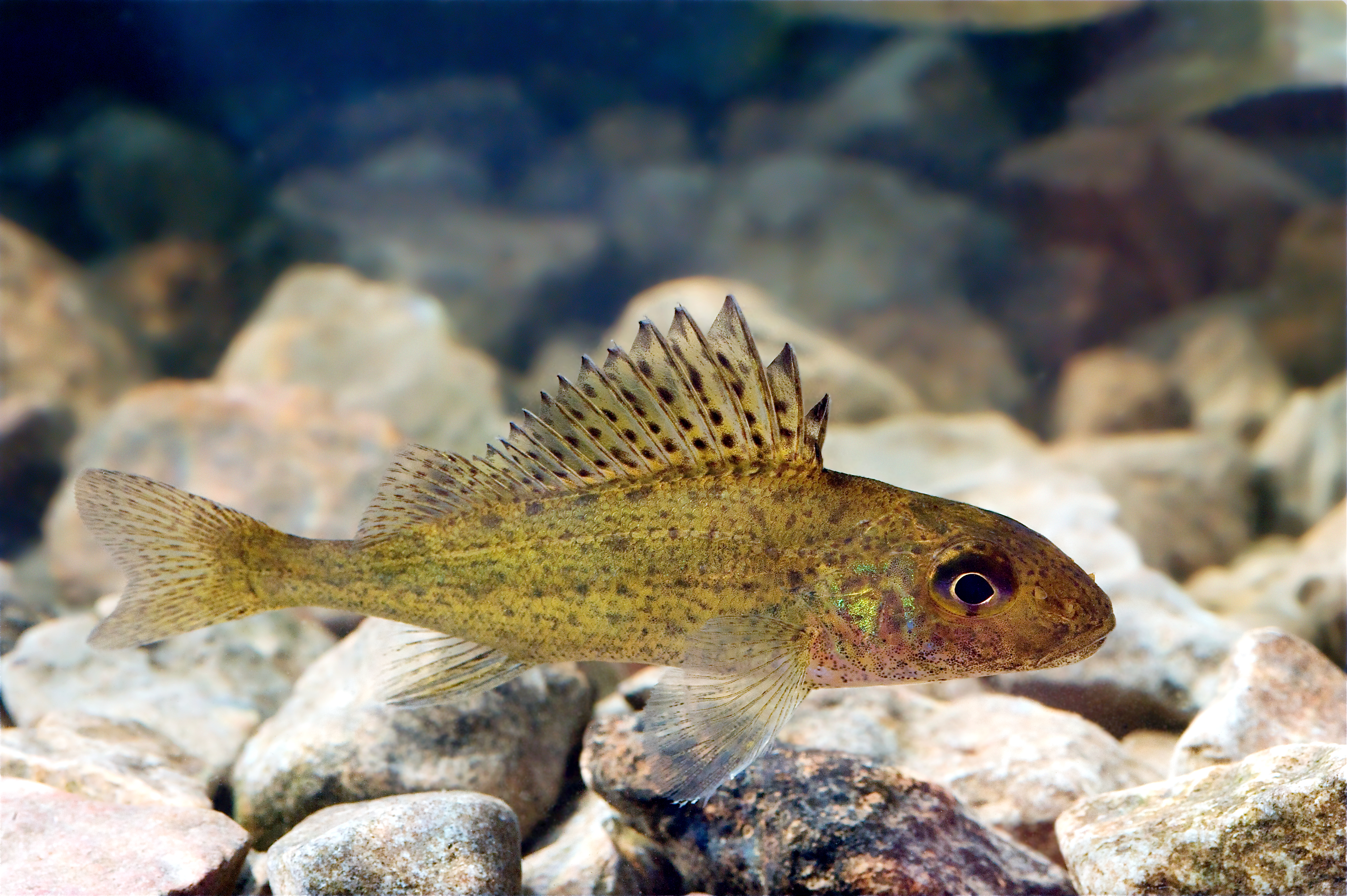
Йорж звичайний в річці Пярну, Естонія.

У більшості випадків дослідники визначають вік йоржа за кількістю кіл наростання на лусках; також іноді як віковий індикатор використовується кількість шарів в отолітах. Самки йоржа можуть досягати, як максимум, віку в 11 років, але самиці загалом не переживають семирічного віку; при цьому в природних популяціях до 93 % складають риби віком 1-3 роки.
На початку життя мальки йоржа живляться переважно коловертками та личинками копепод; для йоржів довжиною більш ніж 1 см основним харчовим ресурсом стають циклопи, личинки хірономід, та гілчастовусі рачки. Найбільш споживаними родами хірономід є Chironomus (особливо вид Chironomus plumosus) та Procladius. З часом, по мірі зростання, доля хірономід в раціоні йоржа зменшується. Основним трофічним ресурсом дорослого йоржа є різноманітні (в основному бентосні) черви, дрібні ракоподібні та п'явки. Йоржі, що були відловлені в солонуватоводних водоймах або на великих глибинах (30 метрів та більше) також виявились активними споживачами макроскопічних ракоподібних — таких як Pallasea quadrispinosa, Pontoporeia affinis, Mysis relicta, Neomysis integer, Diaporeia affinis та Gammarus spp. Йоржі активно живляться протягом всього року, хоча пізньої осені і взимку не в таких об'ємах, як влітку. Головним органом чуття, що використовує йорж при пошуку здобичі, є бокова лінія. При цьому навіть засліплений йорж може знаходити нерухому здобич, орієнтуючись винятково завдяки цьому органу чуття. Тим не менше, при харчуванні протягом світлої частини доби йорж також активно використовує і зір.
Основними трофічними конкурентами йоржа в Європі та Азії є інші риби-бентофаги, такі як лящ, чебак, велика плітка, осетрові, корюшка, окунь, вугор та інші. Найжорсткіша міжвидова конкуренція спостерігається між йоржем та окунем — з огляду на те, що набори об'єктів живлення молодого окуня та йоржа майже повністю перекриваються. Ознакою того, що у йоржа існує і внутрішньовидова конкуренція за харчові ресурси є спостереження, що при збільшенні щільності популяції йоржа темпи зростання риб в ній значно знижуються.
Природними ворогами йоржа, що можуть в значних об'ємах їх поїдати, є судак, щука, великий окунь; також у невеликій кількості йоржа споживають минь, вугор, сом та лососі. Зрідка спостерігались і випадки канібалізму.
Окрім того, йоржів активно ловлять баклани, різні види чапель, невеликих особин — рибалочка, крех малий та крех великий.